# Мамлікаси
Мамліка́си (рос. Мамликасы, чув. Мамликасси) — присілок у складі Цівільського району Чувашії, Росія. Входить до складу Малоянгорчинського сільського поселення.
Населення — 109 осіб (2010; 107 у 2002).
Національний склад:
- чуваші — 95 %